# 方形長小蠹
方形長小蠹（学名：Platypus modestus）为長小蠹蟲科長小蠹屬下的一个种。